# Ed, Härnösands kommun
Ed är en by i Säbrå socken i Härnösands kommun. Den brukar felaktigt paras ihop som en del av Frölands by. På 1600-talet var Ed bara bestående av en gård, men den fick snabbt två. Ed ligger nära Nässjön och Gådaån, varav byarna Järsta och Fröland ligger på samma sida om ån, medan byn Gådeå ligger på andra sidan ån. Ett berg bakom byn heter Edsberget. Namnet Ed tros kunna komma från det urgamla ed, att vada eller vadplats. En annan idé är att detta skulle kunna vara en båtplats där man drar upp båtar på land. Båda dessa härkomster är troliga då Nässjön och Gådaån vid byns grundande var en stor lång vik som torkat upp på grund av landhöjningen. Idéerna är dock obekräftade.